# Szczęśliwej drogi już czas
Szczęśliwej drogi już czas – pierwszy album solowy polskiego wokalisty Ryszarda Rynkowskiego, wydany przez Polskie Nagrania w 1991 roku. Album zawiera materiał popowy oraz ballady fortepianowe, wykonywane przez Rynkowskiego. Na płycie pojawiają się także odniesienia do bluesa (utwór Swobodny blues).

## Lista utworów
1. Wypijmy za błędy
2. Czemu nie tańczę na ulicach
3. Szczęśliwej drogi już czas
4. Swobodny blues
5. Bez miłości
6. Wszystko już było prócz nas
7. Inny nie będę
8. Nie budźcie marzeń ze snu

Opracowano na podstawie materiału źródłowego.

## Twórcy

### Wykonawcy
- Marek Bychawski – instrumenty klawiszowe,
- Jerzy Jarosław Dobrzyński – instrumenty klawiszowe,
- Dariusz Kozakiewicz – gitary,
- Henryk Miśkiewicz – saksofon altowy,
- Ryszard Rynkowski – śpiew, instrumenty klawiszowe,
- Janusz Strobel – gitara akustyczna.

Opracowano na podstawie materiału źródłowego.

### Personel
- Mikołaj Wierusz – realizacja nagrań,
- Tomasz Kutyło – redaktor,
- Adam Pietrzak – zdjęcia, projekt graficzny.

Opracowano na podstawie materiału źródłowego.